# Anton Swab
Anton Swab, född 10 juni 1763 i Germunderyd, Alseda socken, död 28 oktober 1809 i Stockholm, var en svensk bergsman och kartograf.
Anton Swab var son till direktören vid Ädelfors guldgruva Anders Swab den yngre och sonson till Anders Swab. Han blev student vid Uppsala universitet 1776 och disputerade där 1780 på "Academisk afhandling i svenska bergslagfarenheten om grufvebrytning i Sverige". Han blev auskultant i Bergskollegium 1779, vice notarie 1783, undermarkscheider 1784 och geschworner 1787, erhöll bergmästares titel 1793 samt blev bergmästare i Falun 1794, adjungerad ledamot av Bergskollegium 1808 och assessor 1809. Under verksamheten vid Ädelfors guldverk införde Swab nya metoder för guldframställningen, vilka han lärt känna vid en med stadsunderstöd genomförd resa till de sachsiska och ungerska bergverken 1792. 1793 blev han ledamot av Vetenskapsakademien, och framlade i dess handlingar 1792–1794 en del av sina rön. Från 1800 arrenderade han Ädelfors gruvor och verk på trettio år. Efter hans död förföll driften alldeles. Swab tillhörde, liksom Carl Magnus af Robson, den stab av yngre tjänstemän i bergsstaten, som anlitades av Samuel Gustaf Hermelin för dennes geografiska och kartografiska arbeten över Sverige samt kolonisationsföretag i Norrbotten. Swab företog sommaren 1795 tillsammans med markscheider Clas Wallman en resa till Västerbotten och följde 1796 Carl Magnus af Robson på en resa genom Gästrikland, Hälsingland och Härjedalen till Röros kopparverk i Norge. Under dessa resor upprättades geografiskmineralogiska beskrivningar och påbörjades de båda första kartorna i det Hermelinska kartverket, över Västerbotten med Svenska lappmarken, som utgavs 1796–1797. Deras under resan förda journal utgavs av Herman Richter 1940.